# ترانشتاین، اتریش
ترانستاین (به آلمانی: Traunstein) یک منطقهٔ مسکونی در اتریش است که در ناحیه تسوتل واقع شده‌است. ترانستاین ۴۷٫۳۶ کیلومتر مربع مساحت دارد ۹۲۳ متر بالاتر از سطح دریا واقع شده‌است.